# 4.16 세월호 참사 진상규명 및 안전사회 건설 등을 위한 특별법
4.16 세월호 참사 진상규명 및 안전사회 건설 등을 위한 특별법, 줄여서 세월호 특별법은 세월호 침몰 사고가 일어난 원인과 세월호 침몰 사고에 대한 진상규명을 위해 대한민국 국회에서 2014년 11월 7일에 통과시키고, 11월 19일에 박근혜 대통령이 공포한 법률이다.

## 제정 과정
국회는 2014년 11월 7일에 본회의를 열어 국민안전처를 신설하는 등의 내용을 담은 대한민국 정부조직법 개정안, 속칭 유병언법으로 불린 범죄 수익 은닉의 규제 및 처벌 등에 관한 법률 개정안과 함께 세월호 특별법을 통과시켰다. 그리고 11월 19일에 박근혜 대통령이 공포했다.

## 내용
- 4.16 세월호 참사 특별조사위원회 설치